# Lijst van voetbalinterlands België - Noorwegen (vrouwen)
Deze lijst van voetbalinterlands is een overzicht van alle officiële voetbalinterlands tussen de nationale vrouwenteams van België en Noorwegen. De landen hebben tot nu toe vijftien keer tegen elkaar gespeeld.

## Wedstrijden
| №  | Plaats       | Datum             | Competitie           | Wedstrijd          | Uitslag |
| -- | ------------ | ----------------- | -------------------- | ------------------ | ------- |
| 1  | Kongsvinger  | 15 oktober 1989   | WK 1991 kwalificatie | Noorwegen − België | 4 − 0   |
| 2  | Kapellen     | 27 september 1990 | WK 1991 kwalificatie | België − Noorwegen | 0 − 1   |
| 3  | Aalst        | 12 mei 1992       | EK 1993 kwalificatie | België − Noorwegen | 0 − 0   |
| 4  | Kolbotn      | 26 september 1992 | EK 1993 kwalificatie | Noorwegen − België | 8 − 0   |
| 5  | Kristiansand | 11 mei 2003       | EK 2005 kwalificatie | Noorwegen − België | 6 − 0   |
| 6  | Brussel      | 7 maart 2004      | EK 2005 kwalificatie | België − Noorwegen | 1 − 6   |
| 7  | Dessel       | 26 oktober 2011   | EK 2013 kwalificatie | België − Noorwegen | 0 − 1   |
| 8  | Oslo         | 15 september 2012 | EK 2013 kwalificatie | Noorwegen − België | 3 − 2   |
| 9  | Oslo         | 25 september 2013 | WK 2015 kwalificatie | Noorwegen − België | 4 − 1   |
| 10 | Leuven       | 10 april 2014     | WK 2015 kwalificatie | België − Noorwegen | 1 − 2   |
| 11 | Sint-Truiden | 23 mei 2015       | Vriendschappelijk    | België − Noorwegen | 3 − 2   |
| 12 | Breda        | 20 juli 2017      | EK 2017              | Noorwegen − België | 0 − 2   |
| 13 | Brussel      | 8 april 2021      | Vriendschappelijk    | België − Noorwegen | 0 − 2   |
| 14 | Oslo         | 26 oktober 2021   | WK 2023 kwalificatie | Noorwegen − België | 4 − 0   |
| 15 | Heverlee     | 2 september 2022  | WK 2023 kwalificatie | België − Noorwegen | 0 − 1   |

## Samenvatting
| Competitie        | Totaal gespeeld | Winst België | Gelijk | Winst Noorwegen | Doelsaldo België – Noorwegen |
| ----------------- | --------------- | ------------ | ------ | --------------- | ---------------------------- |
| WK-kwalificatie   | 6               | 0            | 0      | 6               | 2 − 16                       |
| EK-eindronde      | 1               | 1            | 0      | 0               | 2 − 0                        |
| EK-kwalificatie   | 6               | 0            | 1      | 5               | 3 − 24                       |
| Vriendschappelijk | 2               | 1            | 0      | 1               | 3 − 4                        |
| Totaal            | 15              | 2            | 1      | 12              | 10 − 44                      |